# Пиер Бонар
Пиер Бонар (на френски: Pierre Bonnard, френски: [bɔnaʁ]) е френски художник – живописец и график, един от основателите на набизма – група художници, илюстратори и дизайнери си поставят задача да рисуват символичната, а не видимата същност на нещата. Сами поставят името „набисти“ от „наби“ което на иврит означава „пророк“.

## Биография

### Произход и образование
Бонар е роден във Фонтене-о-Роз (Fontenay-о-Roses), О дьо Сен на 3 октомври 1867 г. Израства като весел и безгрижен младеж, син на виден служител на френското военно министерство. По настояване на баща си Бонар учи право в Сорбоната и за кратко през 1888 г. практикува като адвокат. В същото време посещава часовете по изкуство в училище за изящни изкуства (Académie Julian) и решава да стане художник.

### Творчески години
Бонар рисува пейзажи, градски битови сцени и композиции от живота на семейството си, обикновено в градина или в слънчеви интериори на стаи. Неговата жена Марта е неизменен персонаж в картините му в продължение на десетилетия. Бонар рисува и автопортрети, пейзажи, много натюрморти с цветя и плодове. Илюстрира творби на Пол Верлен, Октав Мирбо и Жул Ренар.
Бонар използва свободна перспектива. Известен е с най-необичайните гледни точки в композициите си, което създава най-неочаквани пространствени главоблъсканици. Изгражда картините си в хармоничен колорит от контрастни топли и студени хроматични тонове. Използва наситени, сложни цветове. Той обаче не живописва от натура, а по памет или по предварително направени ескизи, цветни или графични. Създава композициите си в ателието като опъва едновременно няколко платна върху стените на малкото си ателие. Той споделя, че ако платното е върху рамка, ще бъде ограничен в определянето на композицията, защото никога не се знае предварително какъв размер ще му е нужен. Наричат го „последния импресионист“, но той критикува импресионистите, че имат слаби, необмислени композиции и натуралистични цветове.

### Късни години
През 1938 г. Бонар прави изложба в Института по изкуство в Чикаго. Той завършва последната си картина на „цъфнало бадемово дърво“ една седмица преди смъртта си на Френската Ривиера през 1947 г.
Музеят на модерното изкуство в Ню Йорк организира посмъртно ретроспекция на работите на Бонар през 1948 г., когато е трябвало да се празнува 80-ия му рожден ден.
Въпреки че Бонар избягва общественото внимание, творбите му се продават добре още приживе.

За него Анри Матис пише: 
| „ | Да! Аз твърдя, че Бонар е велик художник за нашето време и естествено, за идните поколения. | “ |

.

## Галерия
- Родната къща на художника във Фонтене-о-Роз
- Пиер Бонар (1867 – 1947) от Одилон Редон (1840 – 1916)
- „Петима художници“, от ляво на дясно, стоящи, авторът (Феликс Валотон), седящи – Пиер Бонар, Едуар Вюиар, Шарл Коте и Кер-Хавиер Русел – прав.
- Марта Бонар с куче (1867 – 1947)
- На море под боровете 1921
- Интериор на стая със стол 1913
- Автопортрет 1945